# Kumluca
Kumluca là một huyện thuộc tỉnh Antalya, Thổ Nhĩ Kỳ. Huyện có diện tích 1228 km² và dân số thời điểm năm 2007 là 65904 người, mật độ 54 người/km².